# ザ・ハーダー・ゼイ・カム (曲)
「ザ・ハーダー・ゼイ・カム」（The Harder They Come）は、ジミー・クリフが1972年に発表した楽曲。同年に公開されたクリフ主演のジャマイカ映画『The Harder They Come』の主題歌として制作された。
ローリング・ストーンの選ぶオールタイム・グレイテスト・ソング500（2010年版）で350位にランクされている。

## 概要
1969年、ジミー・クリフは、コマーシャルの監督をしていたペリー・ヘンゼルと出会った。ヘンゼルは、犯罪に手を染めるミュージシャンを描いた映画の制作を構想しており、クリフは映画の主人公を務めることを承諾した。
それから2年後にようやく映画は制作が着手された。1940年代に名を馳せた実在の犯罪者、ヴィンセント "アイヴァンホー" マーティンをモデルとし、マーティンの通称の「Rhyging」からとって『Rhygin』が仮題とされた。撮影中にクリフが「The Harder They Come（やつらがもっときつく来たら）」というフレーズを口にすると、監督のヘンゼルはその言葉を気に入り、映画のテーマソングとして書くようクリフに依頼した。
映画『The Harder They Come』では、クリフ扮するアイヴァン・マーティンによって書かれた作品とされ、マーティンがミュージシャンを従えスタジオで本作品をレコーディングするシーンがある。発売されたレコードも、実際に映画と同じキングストンのベル・ロードにあったダイナミック・サウンズで録られた。レコーディングにはハックス・ブラウン（リード・ギター）、ランフォード・ウィリアムズ（リズム・ギター）、ジャッキー・ジャクソン（ベース）、グラッドストーン・アンダーソン（ピアノ）、ウィンストン・ライト（オルガン）、ウィンストン・グレナン（ドラムズ）らが参加した。
イギリスではアイランド・レコードから1972年7月28日にシングルA面として発売された。B面には、映画にも使用された1969年のクリフの作品「メニー・リヴァース・トゥ・クロス」が収録された。
映画『The Harder They Come』も同年に公開。同名のサウンドトラック・アルバムも同年の7月に発売された。
ライブ・バージョンは1976年発売のライブ・アルバム『In Concert - The Best of Jimmy Cliff』に収録されている。

## カバー・バージョン
- マール・サウンダーズ、ジェリー・ガルシア、ジョン・カーン、ビル・ヴィット - 1973年のライブ・アルバム『Live at Keystone』に収録。
- キース・リチャーズ - 1978年のシングル「ラン・ルドルフ・ラン」のB面[5][6]。
- 上田正樹 - 1978年のシングル。A面は森田純一による訳詞のバージョン。B面はオリジナル詞のバージョン。
- ジョー・ジャクソン - 1980年のシングル。
- マッドネス - 1992年のシングル。
- ジョー・ストラマー&ザ・メスカレロス - 2003年のアルバム『ストリートコア』の日本盤のボーナストラック。
- ウィリー・ネルソン - 2005年のアルバム『Countryman』に収録。